# Laced/Unlaced
Laced / Unlaced es un doble CD instrumental lanzado por Emilie Autumn. El disco uno, Laced, es un relanzamiento de su primer trabajo "On a day...", el cual comprende una recopilación de temas grabados en 1997, además de otras 3 canciones de la propia Emilie; en esta reedición, se cuenta con 5 pistas extras que son versiones en vivo de algunas de las interpretadas en este CD. El disco dos, Unlaced, contiene nuevas grabaciones de Emilie, las cuales son instrumentales interpretadas con violín eléctrico. La primera versión, de CD+BOOKSET se lanzó el 9 de marzo del 2007, con solo 2000 copias de distribución, más adelante salió a la venta la versión normal el 15 de junio del mismo año.

## Pistas
Todas las canciones fueron escritas (salvo las pistas 1-6 y 11-13 del primer CD), interpretadas y producidas por Emilie Autumn.

### Disco uno - Laced
1. "La folia" (Corelli) - 10:18
2. "Recercada" (Ortiz) - 1:43
3. "Largo" (Bach) - 4:02
4. "Allegro" (Bach) - 3:21
5. "Adagio" (Leclair) - 3:36
6. "Tambourin" (Leclair) - 1:52
7. "Willow" - 5:49
8. "Revelry" - 1:56
9. "On a day..." - 2:30
10. "Prologue" (Live) - 2:07
11. "Sonata for violin & basso continuo" (Live) (Lonati) - 11:45
12. "Chaconne" (Live) (Vitali) - 10:24
13. "La Folia" (Live) (Corelli) - 9:55
14. "Epilogue" (Live) - 5:09

### Disco dos - Unlaced
1. "Unlaced" - 3:26
2. "Manic depression" - 5:25
3. "Leech jar" - 4:14
4. "A strange device" - 4:16
5. "A cure" - 3:06
6. "Syringe" - 3:23
7. "Cold" - 3:02
8. "Face the wall" - 6:50